# HK P9S
Pour les articles homonymes, voir P9.

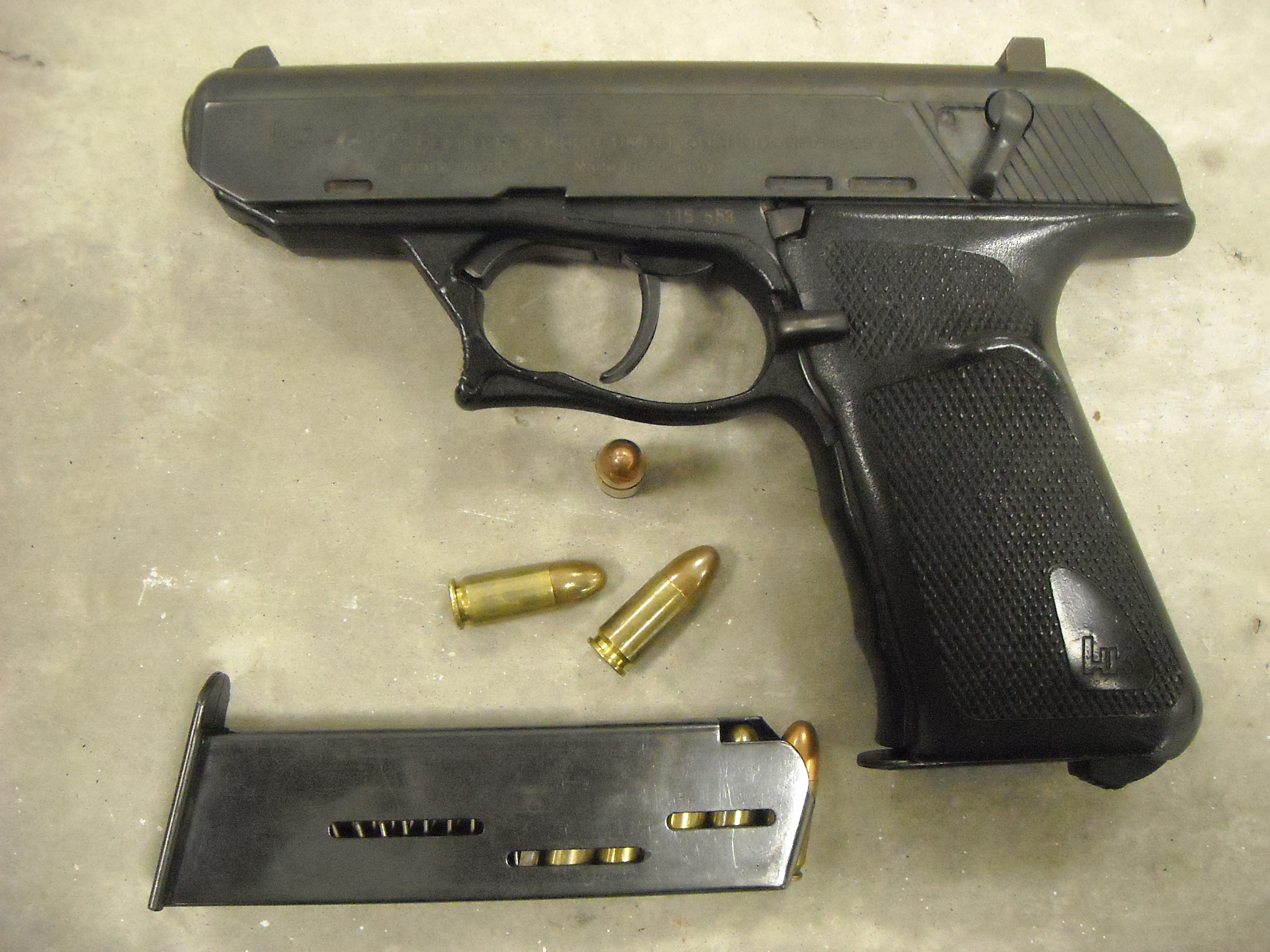
Le P9S, son chargeur de rechange et quelques cartouches

Le P9 est un pistolet simple action développé au cours de la première moitié des années 1960 par la compagnie allemande Heckler&Koch. 

## Présentation
Entré en production en 1969, le P9 fonctionnant en simple action sera produit en un petit nombre d'exemplaires (<500 PA) avant d'être remplacé par le P9S qui en est la version double action. Le mécanisme de l'arme reprend le mécanisme de retardement de l'action par verrouillage par galets, initialement développé pendant la Seconde Guerre mondiale et qui l'on retrouve sur un grand nombre d'armes produites par Heckler&Koch après guerre. L'arme est dotée d'un chien interne et d'une commande pour l'armer et le désarmer située à l'intérieur du pontet.
Produit en Allemagne jusqu'en 1978, il est toujours produit sous licence en Grèce par Ellenki Biomicanicha Oplon sous le nom d'EP9S. il a été employé par diverses forces de police en Allemagne (Landespolizei de Sarre) et dans le reste du monde :
- Algérie Police algérienne,
- Argentine Ejército Argentino,
- Espagne Corps national de police d'Espagne,
- Malaisie Police et Force armées royales,
- Portugal Garde nationale républicaine,

Sa version chambrée en .45 ACP et dotée d'un canon acceptant un silencieux a été adoptée en nombre limité par l'unité de commando américaine des Navy SEALs.

## Spécifications
- Calibre : 9 mm Parabellum, .45 ACP
- Poids non chargé : 0,880 kg
- Poids chargé : 1,030 kg
- Longueur : 19,2 cm
- Longueur du canon : 10,2 cm
- Capacité : 9 coups (9 mm), 7 coups (.45 ACP)